# Satel
Satel, auch Sattel, war ein hessisches und thüringisches Getreidemaß. Das Maß galt als Aussaatmaß und man bestimmte damit die Größe der zu bestellenden Ackerfläche. Einer Sattel zu Grunde lag oft die Wurfweite des Saatgutes durch den Landwirt und man nahm eine Breite von etwa 9 Meter an und musste nur noch die erreichte Länge verrechnen. Die Aussaat-Getreidemenge soll 1 ½ Scheffel betragen haben.